# Gelson Sorgato
Gelson Sorgato (Antônio Prado, 20 de agosto de 1947) é um político brasileiro, filiado ao Partido do Movimento Democrático Brasileiro (PMDB).

## Carreira
Foi deputado à Assembleia Legislativa de Santa Catarina na 13ª legislatura (1995 — 1999) e na 14ª legislatura (1999 — 2003).